# Phloeopeccania pulvinulina
Phloeopeccania pulvinulina är en lavart som beskrevs av J. Steiner. Phloeopeccania pulvinulina ingår i släktet Phloeopeccania och familjen Lichinaceae.   Inga underarter finns listade i Catalogue of Life.